# Bernd Patzke
Bernd Patzke (* 14. března 1943, Berlín) je bývalý německý fotbalista, střední obránce. Po skončení aktivní kariéry působil jako trenér.

## Fotbalová kariéra
Hrál v Belgii za Standard Liège, v bundeslize za TSV 1860 München a Hertha BSC, dále v Jihoafrické republice za Durban City FC a Hellenic FC. Kariéru končil v nižších německých soutěžích v TSV 1860 München a ESV Ingolstadt. V roce 1963 vyhrál belgickou ligu s týmem Standard Liège a v roce 1966 vyhrál bundesligu s TSV 1860 München. V Bundeslize nastoupil ve 202 utkáních a dal 6 gólů. Za západoněmeckou reprezentaci nastoupil v letech 1965–1971 ve 24 utkáních. Byl členem stříbrné západoněmecké fotbalové reprezentace na Mistrovství světa ve fotbale 1966, ale v utkání nenastoupil a zůstal mezi náhradníky. Byl členem bronzové západoněmecké fotbalové reprezentace na Mistrovství světa ve fotbale 1970, nastoupil ve 3 utkáních. V Poháru mistrů evropských zemí nastoupil v 6 utkáních, v Poháru vítězů pohárů nastoupil v 7 utkáních a v Poháru UEFA nastoupil ve 22 utkáních a dal 2 góly.

## Ligová bilance
| Ročník                                  | Zápasy | Góly | Klub             |
| --------------------------------------- | ------ | ---- | ---------------- |
| 1. belgická fotbalová liga 1962/63      | 22     | 2    | Standard Liège   |
| 1. belgická fotbalová liga 1963/64      | 27     | 0    | Standard Liège   |
| Německá fotbalová Bundesliga 1964/65    | 27     | 0    | TSV 1860 München |
| Německá fotbalová Bundesliga 1965/66    | 28     | 0    | TSV 1860 München |
| Německá fotbalová Bundesliga 1966/67    | 30     | 0    | TSV 1860 München |
| Německá fotbalová Bundesliga 1967/68    | 20     | 0    | TSV 1860 München |
| Německá fotbalová Bundesliga 1968/69    | 31     | 2    | TSV 1860 München |
| Německá fotbalová Bundesliga 1969/70    | 32     | 3    | Hertha BSC       |
| Německá fotbalová Bundesliga 1970/71    | 34     | 1    | Hertha BSC       |
| 2. německá fotbalová Bundesliga 1973/74 | 11     | 0    | TSV 1860 München |
| CELKEM Bundesliga                       | 202    | 6    |                  |